# Metazygia isabelae
Metazygia isabelae là một loài nhện trong họ Araneidae.
Loài này thuộc chi Metazygia. Metazygia isabelae được Herbert Walter Levi miêu tả năm 1995.